# Anne de Joyeuse
Anne de Joyeuse, barone d'Arques, visconte e poi duca di Joyeuse, detto Joyeuse (1560 – 20 ottobre 1587), è stato uno dei mignon del re Enrico III di Francia.

Stemma del duca Anne de Joyeuse

Nato nel 1560 al castello di Joyeuse, figlio di Guillaume de Joyeuse e di Marie de Batarnay, morì il 20 ottobre 1587, nella battaglia di Coutras; suoi fratelli furono Henri de Joyeuse, conte di Bouchage e François de Joyeuse, arcivescovo di Narbonne e cardinale.

## Biografia
Frequentò il collège de Navarre, a Parigi, dall'agosto del 1572, dopo aver studiato al collegio di Tolosa e seguito i corsi di Théodore Marsile e Georges Critton.
Dal 1577, seguì suo padre in guerra contro gli ugonotti in Linguadoca e in Alvernia. Nel 1579, ricevette il comando di una compagnia d'ordinanza del re, poi divenne governatore di Le Mont-Saint-Michel. Nel 1580, partecipò al seggio di Fère-en-Tardenois.
Sposò il 18 settembre 1581 Margherita di Lorena, figlia di Nicola di Lorena, duca di Mercœur, e di Giovanna di Savoia-Nemours, sorellastra della regina di Francia. I due sposi ricevettero in occasione del loro matrimonio più di 300 000 scudi dal re. In agosto il viscontado de Joyeuse fu eretto in ducato-paria con prerogativa su tutti gli altri duchi e pari tranne i Principi del sangue. Il re gli offrì ugualmente la terra e signoria di Limours.
Grande ammiraglio di Francia il 1º giugno 1582, fu promosso cavaliere dell'Ordine dello Spirito Santo il 31 dicembre. Il 24 febbraio 1583, venne nominato governatore di Normandia e, nel 1584, divenne governatore di Le Havre. Nello stesso anno, alla morte del duca d'Anjou, assunse il governo del ducato d'Alençon – e suo fratello Du Bouchage quello d'Angiò.
Anne de Joyeuse comandò una spedizione contro i Protestanti nel Poitou, ma si alienò la benevolenza di Enrico III facendo massacrare 800 Ugonotti a La-Motte-Sainte-Héraye, il 21 giugno 1587 (detta strage di Saint-Eloi)
Ricevuto con freddezza alla Corte, credette di sottrarsi alla disgrazia reale andando a combattere le truppe di Enrico IV di Francia. Il 20 ottobre 1587, attaccò le truppe protestanti a Coutras (Gironda), ma la sua fanteria e la sua cavalleria furono decimate. Anne de Joyeuse, che si era costituito prigioniero, fu riconosciuto e ucciso con un colpo di pistola.
Tra i 2000 morti cattolici, si trovava pure il giovane fratello di Anne, Claude de Joyeuse, signore di Saint-Sauveur (1569)-(1587).